# Villeau
Villeau és un municipi francès, situat al departament de l'Eure i Loir i a la regió de Centre – Vall del Loira. L'any 2007 tenia 164 habitants.

## Demografia

### Població
El 2007 la població de fet de Villeau era de 164 persones. Hi havia 61 famílies, de les quals 15 eren unipersonals (15 dones vivint soles i 15 dones vivint soles), 19 parelles sense fills i 27 parelles amb fills.
La població ha evolucionat segons el següent gràfic:
Habitants censats

### Habitatges
El 2007 hi havia 79 habitatges, 63 eren l'habitatge principal de la família, 14 eren segones residències i 2 estaven desocupats. 79 eren cases i 1 era un apartament. Dels 63 habitatges principals, 50 estaven ocupats pels seus propietaris i 13 estaven llogats i ocupats pels llogaters; 1 tenia una cambra, 6 en tenien dues, 13 en tenien tres, 19 en tenien quatre i 24 en tenien cinc o més. 53 habitatges disposaven pel capbaix d'una plaça de pàrquing. A 27 habitatges hi havia un automòbil i a 30 n'hi havia dos o més.

### Piràmide de població
La piràmide de població per edats i sexe el 2009 era:
| Homes | Edats   | Dones |
| ----- | ------- | ----- |
| 0     | 95 o +  | 0     |
| 0     | 90 a 94 | 0     |
| 4     | 85 a 89 | 8     |
| 0     | 80 a 84 | 4     |
| 4     | 75 a 79 | 4     |
| 0     | 70 a 74 | 4     |
| 0     | 65 a 69 | 0     |
| 4     | 60 a 64 | 4     |
| 0     | 55 a 59 | 0     |
| 8     | 50 a 54 | 8     |
| 4     | 45 a 49 | 4     |
| 4     | 40 a 44 | 0     |
| 0     | 35 a 39 | 4     |
| 4     | 30 a 34 | 0     |
| 4     | 25 a 29 | 8     |
| 0     | 20 a 24 | 4     |
| 8     | 15 a 19 | 4     |
| 4     | 10 a 14 | 4     |
| 0     | 5 a 9   | 0     |
| 0     | 0 a 4   | 4     |

## Economia
El 2007 la població en edat de treballar era de 105 persones, 85 eren actives i 20 eren inactives. De les 85 persones actives 80 estaven ocupades (43 homes i 37 dones) i 6 estaven aturades (2 homes i 4 dones). De les 20 persones inactives 9 estaven jubilades, 4 estaven estudiant i 7 estaven classificades com a «altres inactius».

### Ingressos
El 2009 a Villeau hi havia 64 unitats fiscals que integraven 160 persones, la mediana anual d'ingressos fiscals per persona era de 19.018 €.

### Activitats econòmiques
Dels 9 establiments que hi havia el 2007, 1 era d'una empresa de fabricació d'altres productes industrials, 3 d'empreses de construcció, 2 d'empreses de comerç i reparació d'automòbils, 2 d'empreses de transport i 1 d'una empresa classificada com a «altres activitats de serveis».
L'únic servei als particulars que hi havia el 2009 era un guixaire pintor.
L'any 2000 a Villeau hi havia 8 explotacions agrícoles.

## Poblacions més properes
El següent diagrama mostra les poblacions més properes.